# Copestylum violaceum
Copestylum violaceum är en tvåvingeart som först beskrevs av Thomas Say 1829.  Copestylum violaceum ingår i släktet Copestylum och familjen blomflugor. Inga underarter finns listade i Catalogue of Life.